# Петър Пасков
Петър (Петре) Пасков е български революционер, деец на Вътрешната македонска революционна организация.

## Биография
Пасков е роден около 1891 година в петричкото село Стиник, тогава в Османската империя. Заедно с брат си Георги се занимават с революционна дейност. 
Петър Пасков участва в Балканската война като доброволец в Македоно-одринското опълчение и служи в четата на Дончо Златков, четата на Иван Смоларски, 4 рота на 11 серска дружина и 15 щипска дружина. По-късно става четник при Георги Въндев. През 1923 година е самостоятелен войвода и действа в родното си Струмишко. По-късно е районен началник на селската милицията в Подгорието.
Убит е от комунистическата власт след 1944 година.